# Діамантбанк
«Діамантбанк» – український банк. Зареєстрований Національним Банком України 17 листопада 1993, є публічним акціонерним товариством.
24 квітня 2017 року НБУ визнав неплатоспроможним ПАТ "Діамантбанк". Відшкодування коштів фізичних осіб - клієнтів банку у межах гарантованої суми здійснюватиме Фонд гарантування вкладів фізичних осіб. 23 червня цього ж року, НБУ ухвалив рішення про ліквідацію Діамантбанку.

## Акціонери
- Давид Жванія (23,81%)
- ТОВ "Інтер-Вент" (24,8%)
- ТОВ "Промислово-фінансова компанія "Енергоінвест" (21,92%)
- ТОВ "Техноінвест" (24,8%)

## Офіси
Дирекції та відділення Банку знаходяться у Києві, Броварах, Дніпрі, Донецьку, Запоріжжі, Івано-Франківську, Кременчуці, Кривому Розі, Луцьку, Львові, Миколаєві, Одесі, Полтаві, Сімферополі, Харкові, Херсоні, Чернівцях та Чернігові.
Нині регіональна мережа Банку налічує 74 дирекції та відділення у 18 містах України, в яких працюють понад 700 співробітників[коли?].

## Фінансові показники
Статутний капітал Банку – 210 млн грн.
2011 рік Діамантбанк закінчив з прибутком 3,691 млн гривень. Чисті активи фінустанови станом на 01.01.2012 р. склали 2 864 млн грн., регулятивний капітал – 288,15 млн грн., кредитно-інвестиційний портфель – 2 453,7 млн грн.

## Послуги
• для юридичних осіб – розрахунково-касове обслуговування, факторингові та лізингові програми, депозити, документарні операції, карткові продукти, операції з цінними паперами, купівля–продаж банківських металів та інвестиційні проекти;

• для фізичних осіб – розрахунково-касове обслуговування, депозити, карткові продукти, грошові перекази, оренда банківських сейфів, операції з банківськими металами.

## Місія
Місія Банку – сприяти економічному розвитку та добробуту клієнтів – самодостатніх і впевнених у сьогоденні представників бізнесу й суспільства, шляхом надання їм персональних фінансових рішень.
В стані ліквідації